# Athlétisme à l'Universiade d'été de 1991
Navigation
Duisbourg 1989 Buffalo 1993
Les épreuves d'athlétisme de l'Universiade d'été 1991 se sont déroulées à Sheffield, au Royaume-Uni.

## Podiums

### Hommes
| Épreuves                     | Or                                                                           | Argent                                                                            | Bronze                                                                                    |
| ---------------------------- | ---------------------------------------------------------------------------- | --------------------------------------------------------------------------------- | ----------------------------------------------------------------------------------------- |
| 100 m Vent : 0,0 m/s         | Michael Bates 10 s 17                                                        | Boris Goins 10 s 34                                                               | Steve Gookey 10 s 39                                                                      |
| 200 m Vent : + 1,0 m/s       | Jon Drummond 20 s 58                                                         | Daniel Phillip 20 s 69                                                            | Patrick Stevens 20 s 99                                                                   |
| 400 m                        | Patrick O'Connor 45 s 52                                                     | Benyounès Lahlou 45 s 55                                                          | Marlin Cannon 45 s78                                                                      |
| 800 m                        | Giuseppe D'Urso 1 min 46 s 82                                                | Dean Kenneally Curtis Robb 1 min 46 s 88                                          | Non décerné                                                                               |
| 1 500 m                      | Niall Bruton 3 min 50 s 69                                                   | Davide Tirelli 3 min 50 s 79                                                      | Juan Viudes 3 min 51 s 22                                                                 |
| 5 000 m                      | John Mayock 13 min 39 s 25                                                   | David Evans Peter Sherry 13 min 39 s 34                                           | Non décerné                                                                               |
| 10 000 m                     | Stephan Freigang 28 min 15 s 84                                              | Ryuki Takei 28 min 17 s 02                                                        | Mogambi Otwori 28 min 18 s 91                                                             |
| Marathon                     | Hwang Young-jo 2 h 12 min 40 s                                               | Kenjiru Jitsui 2 h 14 min 22 s                                                    | Choi Hyong-chol 2 h 17 min 45 s                                                           |
| 20 km marche                 | Robert Korzeniowski 1 h 24 min 37 s                                          | Jaime Barroso 1 h 25 min 01 s                                                     | Arturo Di Mezza 1 h 25 min 09 s                                                           |
| 110 m haies Vent : + 0,1 m/s | Elbert Ellis 13 s 83                                                         | Jerry Roney 13 s 83                                                               | Dmitriy Buldov 13 s 85                                                                    |
| 400 m haies                  | Derrick Adkins 49 s 01                                                       | Yoshihiko Saito 50 s 02                                                           | Oleh Tverdokhlib 50 s 09                                                                  |
| 3 000 m steeple              | Shaun Creighton 8 min 32 s 30                                                | Akira Nakamura 8 min 33 s 50                                                      | Gavin Gaynor 8 min 34 s 21                                                                |
| 4 × 100 m                    | États-Unis Jon Drummond Boris Goins Michael Bates James Trapp 39 s 10        | Sierra Leone Joselyn Thomas Horace Dove-Edwin Benjamin Grant Sanusi Turay 39 s 88 | Belgique David Branle Jeroen Fischer Stefaan Allemeersch Patrick Stevens 40 s 05          |
| 4 × 400 m                    | États-Unis Chuck Wilson Marlin Cannon Brian Irvin Gabriel Luke 3 min 03 s 65 | Jamaïque Linval Laird Evon Clarke Howard Davis Patrick O'Connor 3 min 05 s 93     | Italie Marcello Pantone Gianrico Boncompagni Riccardo Cardone Vito Petrella 3 min 07 s 54 |
| Saut en hauteur              | Hollis Conway 2,37 m                                                         | Arturo Ortíz 2,31 m                                                               | Yuriy Serhiyenko 2,25 m                                                                   |
| Saut à la perche             | István Bagyula 5,80 m                                                        | Bill Payne 5,60 m                                                                 | Pyotr Bochkaryov 5,60 m                                                                   |
| Saut en longueur             | Alan Turner 8,18 m                                                           | George Ogbeide 8,08 m                                                             | Bogdan Tudor 8,01 m                                                                       |
| Triple saut                  | Brian Wellman 17,07 m                                                        | Chen Yanping 16,97 m                                                              | Wen Lijun 16,72 m                                                                         |
| Lancer du poids              | Oleksandr Klymenko 19,35 m                                                   | Matt Simson 19,07 m                                                               | Jordan Reynolds 19,01 m                                                                   |
| Lancer du disque             | Adewale Olukoju 61,48 m                                                      | Anthony Washington 61,46 m                                                        | Alexis Elizalde 59,04 m                                                                   |
| Lancer du marteau            | Ken Flax 76,46 m                                                             | Valeriy Gubkin 46,28 m                                                            | Heinz Weis 75,62 m                                                                        |
| Lancer du javelot            | Steve Backley 87,82 m                                                        | Vladimir Ovtchinnikov 80,60 m                                                     | Knut Hempel 77,90 m                                                                       |
| Décathlon                    | Steve Fritz 8 079 pts                                                        | Kris Szabadhegy 7 719 pts                                                         | Anthony Brannen 7 656 pts                                                                 |

### Femmes
| Épreuves                     | Or                                                                           | Argent                                                                                     | Bronze                                                                              |
| ---------------------------- | ---------------------------------------------------------------------------- | ------------------------------------------------------------------------------------------ | ----------------------------------------------------------------------------------- |
| 100 m Vent : + 1,6 m/s       | Chryste Gaines 11 s 27                                                       | Anita Howard 11 s 45                                                                       | Sølvi Olsen 11 s 61                                                                 |
| 200 m Vent : + 1,2 m/s       | Wang Huei-Chen 23 s 22                                                       | Sølvi Olsen 23 s 41                                                                        | Michelle Collins 23 s 47                                                            |
| 400 m                        | Maicel Malone 50 s 65                                                        | Gretha Tromp 52 s 06                                                                       | Galina Moskvina 52 s 34                                                             |
| 800 m                        | Inna Yevseyeva 1 min 59 s 80                                                 | Gabi Lesch 2 min 00 s 97                                                                   | Jasmin Jones 2 min 02 s 00                                                          |
| 1 500 m                      | Sonia O'Sullivan 4 min 12 s 14                                               | Iulia Besliu 4 min 12 s 24                                                                 | Qu Yunxia 4 min 12 s 43                                                             |
| 3 000 m                      | Iulia Besliu 8 min 55 s 42                                                   | Sonia O'Sullivan 8 min 56 s 35                                                             | Zita Ágoston 9 min 01 s 59                                                          |
| 10 000 m                     | Anne Marie Letko 32 min 36 s 87                                              | Suzana Ciric 32 min 37 s 94                                                                | Olga Nazarkina 32 min 40 s 83                                                       |
| 10 km marche                 | Sari Essayah 44 min 04 s                                                     | Chen Yueling 44 min 43 s                                                                   | Annarita Sidoti 45 min 10 s                                                         |
| 100 m haies Vent : + 1,6 m/s | Marina Azyabina 12 s 95                                                      | Mary Cobb 13 s 19                                                                          | Keri Maddox 13 s s32                                                                |
| 400 m haies                  | Gretha Tromp 55 s 30                                                         | Nicoleta Carutasu 56 s 07                                                                  | Anna Chuprina 56 s 74                                                               |
| 4 × 100 m                    | États-Unis Andrea James Tamela Saldana Chryste Gaines Anita Howard 44 s 45   | Royaume-Uni Rachel Kirby Louise Stuart Melanie Neef Christine Bloomfield 44 s 97           | Italie Annarita Balzani Laura Galligani Cristina Picchi Lara Sinico 45 s 24         |
| 4 × 400 m                    | États-Unis Keisha Demas Tasha Downing Teri Smith Maicel Malone 3 min 27 s 93 | Union soviétique Yelena Golesheva Inna Yevseyeva Galina Moskvina Anna Knoroz 3 min 29 s 64 | Pologne Barbara Grzywocz Agata Sadurska Monika Warnicka Sylwia Pachut 3 min 35 s 03 |
| Saut en hauteur              | Alison Inverarity 1,92 m                                                     | Svetlana Lavrova 1,92 m                                                                    | Tisha Waller 1,90 m                                                                 |
| Saut en longueur             | Inessa Kravets 6,87 m                                                        | Fiona May 6,67 m                                                                           | Yelena Khlopotnova 6,66 m                                                           |
| Triple saut                  | Li Huirong 14,20 m                                                           | Yelena Semiraz 13,75 m                                                                     | Jing Li 13,63 m                                                                     |
| Lancer du poids              | Svetlana Krivelyova 19,62 m                                                  | Zhou Tianhua 19,23 m                                                                       | Agnes Deselaers 17,23 m                                                             |
| Lancer du disque             | Xiao Yanling 64,36 m                                                         | Qiu Qiaoping 62,40 m                                                                       | Antonina Patoka 62,22 m                                                             |
| Lancer du javelot            | Tatyana Shikolenko 63,56 m                                                   | Isel López 62,32 m                                                                         | Paula Berry 58,28 m                                                                 |
| Heptathlon                   | Birgit Clarius 6 419 pts                                                     | Urszula Wlodarczyk 6 319 pts                                                               | Maria Kamrowska 6 279 pts                                                           |